# Cypraeoidea
Cypraeoidea Rafinesque, 1815 è una superfamiglia di molluschi gasteropodi della sottoclasse Caenogastropoda.

## Descrizione
Questa superfamiglia di lumache di mare ha conchiglie che non assomigliano alle tipiche conchiglie di gasteropodi perché la guglia non è visibile e mancano gli avvolgimenti tipici delle altre specie. Le conchiglie sono spesso di forma abbastanza arrotondata, variabile da globulare ad allungata, e con una lunga apertura molto stretta, a volte dentata da cui fuoriesce il mantello. Il bordo del mantello è molto ampio e largo e presenta due lobi (sinistro e destro) che superano l'apertura del guscio, e coprono completamente il guscio quando l'animale è attivo rendendolo lucente.
La superfamiglia Cypraeoidea è un taxon monofiletico, supportato da 34 sinapomorfie morfologiche.
Tra le sinapomorfie le più distintive sono: il guscio coperto dal mantello, cioè funzionalmente interno; l'opercolo perduto; il
grande sviluppo dei lobi del mantello; una parte del pericardio situata dorsalmente alla branchia; connessione sub-terminale tra padiglione auricolare e vena ctenidiale; il rene di forma allungata; la proboscide pleurembolica corta; muscoli del tubo buccale e orale che formano una piastra muscolare; la duplicazione del muscolo orizzontale; ghiandola esofagea a forma di sacco, con setti ghiandolari trasversali; semplificazione dello stomaco; e la condizione simile alla papilla del poro genitale femminile.

## Tassonomia
La superfamiglia comprende cinque famiglie:
- Famiglia Cypraeidae Rafinesque, 1815
- Famiglia Eratoidae Gill, 1871
- Famiglia Ovulidae J. Fleming, 1822
- Famiglia Triviidae Troschel, 1863
- Famiglia Velutinidae Gray, 1840